# Петропавловская церковь (Сердеж)
Петропавловская церковь — приходской храм Южного благочиния Яранской епархии Русской православной церкви в селе Сердеж Яранского района Кировской области.
Объект культурного наследия России, памятник архитектуры регионального значения.

## История
Приход открыт по указу Святейшего Синода от 31 июля 1792 года и образовался из деревень села Пиштань. Первая церковь построена деревянная по храмозданной грамоте от 28 мая 1793 года во имя Святых Апостолов Петра и Павла с приделом в честь Святых Зосимы и Савватия Соловецких Чудотворцев. Главная церковь Петропавловская освящена в 1799 году, а придел освящен в 1795 году. 
В 1816 году дана храмозданная грамота от 31 марта на построение вместо первой деревянной церкви новой каменной церкви, которая была построена в 1820 году. В настоящее время используется в качестве часовни, без богослужений.

## Архитектура
Престолов в каменной церкви пять: в холодной — средний Петропавловский, правый в честь Святых Зосимы и Савватия Соловецких Чудотворцев и левый в честь Святого Феодосия Черниговского Чудотворца, освящен 27 сентября 1899 года; в теплой церкви — правый в честь Иконы Божией Матери «Утоли моя печали» и левый в честь Святого Николая Чудотворца.
|  |  |  |